# Бесьнянка
Бесьнянка, Лужнянка (Łużnianka) — гірська річка в Польщі, у Горлицькому повіті Малопольського воєводства. Права притока Білої, (басейн Балтійського моря).

## Опис
Довжина річки 16 км, найкоротша відстань між витоком і гирлом — 12,64  км, коефіцієнт звивистості річки — 1,27 . Формується притоками, багатьма безіменними струмками та частково каналізована. Від верхів'я до присілку Гуркі річна називається Лужнянкою.

## Розташування
Бере початок на північно-східній стороні від села Бесьник на висоті 340 м над рівнем моря (гміна Лужна). Тече переважно на північний захід через Волю-Лужанську, Лужну, Бесну, Зборовиці і впадає у річку Білу, праву притоку Дунайця.

## Притоки
- Шалювка (ліва).

## Цікаві
- У селах Лужна та Воля Лужанська річку перетинають автомобільна дорога та залізниця.
- Пригирлова частина річки розташована у Чешковіцько-Рожновському ландшафтному парку.